# بانی بنت
بانی بنت (به انگلیسی: Bonnie Bennett) یک شخصیت داستانی در خاطرات خون‌آشام است. او یک جادوگر واسطه قدرتمند و بهترین دوست الینا گیلبرت و کرولاین فوربس است.

وی در ابتدای ۱۷ سالگی ، در می‌یابد که او که از نسل جادوگران بنت به دنیا آمده و مادر بزرگش "شیلا" که یک جادوگر است و به او کمک می‌کند تا جادوگری را یاد بگیرد.

پس از تلاش برای باز کردن طلسم در معبد ، مادر بزرگ وی می‌میرد همچنین بانی که یک بنت واسطه قدرتمند است
از فصل ۲ تا ۵ ، او رابطه عاشقانه‌ای با جرمی گیلبرت، برادر کوچکتر الینا را شروع می‌کند.
او از فصل ٧ تا ٨ با انزو  وارد رابطه  عاشقانه می‌شود.